# Peuteuycondong
Peuteuycondong is een bestuurslaag in het regentschap Cianjur van de provincie West-Java, Indonesië. Peuteuycondong telt 9303 inwoners (volkstelling 2010).